# يان كارلوس هورتادو
يان كارلوس هورتادو (بالإسبانية: Jan Hurtado)‏ هو لاعب كرة قدم فنزويلي، ولد في 5 مارس 2000 في Andrés Eloy Blanco Municipality, Barinas ‏ في فنزويلا. لعب مع جيمناسيا لابلاتا.

## وصلات خارجية
- يان كارلوس هورتادو على موقع قاعدة بيانات كرة القدم.إي يو (الإنجليزية)
- يان كارلوس هورتادو على موقع ناشيونال فوتبول تيمز (الإنجليزية)
- يان كارلوس هورتادو على موقع Soccerway.com (الإنجليزية)
- يان كارلوس هورتادو على موقع عالم كرة القدم.نت (الإنجليزية)